# ロルダン・ロドリゲス
ロルダン・ロドリゲス・イグレシアス（Roldán Rodríguez Iglesias, 1984年11月9日 - ）はスペイン・バリャドリッド出身のレーシングドライバー。

## 経歴
2002年にスペインのフォーミュラ・ジュニア1600で参戦した後に、ロルダン・ロドリゲスは2003年から4シーズン、スペイン・フォーミュラ3に参戦した。2004年はワールドシリーズ・バイ・ニッサンに参戦した。（9レース・2ポイント・21位）
2005年にミナルディチームのF1マシンをテストをした。
2007年は元ミナルディのジャンカルロ・ミナルディのチームミナルディ・ピケ・スポーツに所属しGP2に参戦した。2008年はフィジケラ・モータースポーツ(FMS)からフル参戦することが、開幕戦前日の4月24日に発表された。しかし、すでに契約済のアンディ・ソチェックを多額の持込資金で蹴落としての急遽参戦となった。
| Season | Team Name                  | No. | Races | Poles | Wins | Points | Final Placing |
| 2007年 | ミナルディ・ピケ・スポーツ | 04  | 19    | 0     | 0    | 14     | 15th          |

2007-2008年の冬期のみのテストドライバーとして、フォース・インディアと契約している。